# Делојт (Ајова)
Делојт (енгл. Deloit) град је у америчкој савезној држави Ајова. По попису становништва из 2010. у њему је живело 264 становника.

## Демографија
Према попису становништва из 2010. у граду је живело 264 становника, што је -24 (-8.3%) становника више него 2000. године.
| Група             | 2000.       | 2010.       |
| Белци             | 269 (93,4%) | 203 (76,9%) |
| Афроамериканци    | 0 (0,0%)    | 0 (0,0%)    |
| Азијати           | 0 (0,0%)    | 0 (0,0%)    |
| Хиспаноамериканци | 12 (4,2%)   | 58 (22,0%)  |
| Укупно            | 288         | 264         |